# David Clarke (autocoureur)
David Clarke (Mountsorrel, 15 september 1929 - 1 juli 2002) was een Brits autocoureur. In 1953 stond hij eenmaal op de inschrijflijst van een Formule 1-race, zijn thuisrace van dat jaar, waar hij als reservecoureur diende voor het team Cooper. Alle Cooper-coureurs stonden echter aan de start van die race en Clarke schreef zich nooit meer in voor een Formule 1-race. David Clarke werkte in die tijd in de kartonfabriek van zijn vader: Clarkes Boxes. In 1960 wist hij zich zijn eerste Ferrari aan te schaffen. In 1970 waren dat er inmiddels zes en had David een kleine garage die nodig was voor het onderhoud. Inmiddels waren er kennissen die graag zagen dat Clarke ook eens naar hun Ferrari keek en de beslissing was toen snel genomen. In 1975 betrok Clarkes Boxes een fabrieksgebouw in Halstead Road in Mountsorrel als nevenvestiging voor het bedrijf in Shepsend. David verhuisde zijn bedrijfje Graypaul Ferrari van Shepsend naar het nieuwe bedrijf in juli 1977, en breidde de zaak uit met de levering van reserveonderdelen voor Ferrari’s die uiteindelijk naar 38 landen geëxporteerd zouden worden. Vele internationale grootheden kwamen naar Mountsorrel, waarvan sommige met de helikopter. In 1987 werd het terrein verkocht en voor de bouw van de woonhuizen op Ash Grove.